# Somerton (Arizona)
Somerton ist eine Stadt im Yuma County, im US-Bundesstaat Arizona. Das U.S. Census Bureau hat bei der Volkszählung 2020 eine Einwohnerzahl von 14.197 ermittelt.

## Geographie
Somertons geographische Koordinaten sind 32° 36′ N, 114° 43′ W. Somerton befindet sich am U.S. Highway 95.
Nach den Angaben des United States Census Bureaus hat die Stadt eine Fläche von 3,4 km², alles davon ist Land.

## Demographie
Beim United-States-Census 2000 wurden in Somerton 7266 Einwohner in 1818 Haushalten und 1652 Familien gezählt. Die Bevölkerungsdichte betrug 2109,3 Einwohner/km². Die Zahl der Wohneinheiten war 1967, das entspricht einer Dichte von 571,0 Wohnungen/km².
Die Einwohner bestanden im Jahre 2000 zu 44,52 % aus Weißen, 0,37 % Schwarzen oder African American, 0,65 % Native American, 0,34 % Asian, 0,01 % Pacific Islander, 51,11 % stammten von anderen Rassen und 2,99 % von zwei oder mehr Rassen ab. 95,17 % der Bevölkerung gaben beim Census an, Hispanos oder Latinos jeglicher Rasse zu sein.
In 59,4 % der Haushalte lebten Kinder unter 18 Jahren und in 70,9 % der Haushalte lebten verheiratete Paare zusammen, 16,3 % der Haushalte hatten einen weiblichen Haushaltsvorstand ohne anwesenden Ehemann und 9,1 % der Haushalte bildeten keine Familien. 7,8 % aller Haushalte bestanden aus Einzelpersonen und in 4,2 % war jemand im Alter von 65 Jahren oder älter alleinlebend. Die durchschnittliche Haushaltsgröße war 3,99 Personen und die durchschnittliche Familie bestand aus 4,21 Personen.
Von der Einwohnerschaft waren 38,9 % weniger als 18 Jahre alt, 11,2 % entfielen auf die Altersgruppe von 18 bis 24 Jahre, 28,3 % waren zwischen 25 und 44 Jahre alt und 14,4 % zwischen 45 und 64 Jahre. 7,2 % waren 65 Jahre alt oder älter. Das Durchschnittsalter war 25 Jahre. Auf jeweils 100 Frauen entfielen 96,5 Männer; bei den über 18-Jährigen entfielen auf 100 Frauen jeweils 92,3 Männer.
Das Durchschnittseinkommen pro Haushalt betrug 26.544 US$ und das mittlere Familieneinkommen war 27.944 US$. Die Männer verfügten durchschnittlich über ein Einkommen von 21.619 US$, gegenüber 16.677 US$ für Frauen. Das Pro-Kopf-Einkommen belief sich auf 7.960 US$. Etwa 24,0 % der Familien und 26,6 % der Bevölkerung lebten unterhalb der Armutsgrenze; dies betraf 31,8 % derer unter 18 Jahren und 27,9 % der Altersgruppe 65 Jahre oder älter.